# Anjel
Anjel su hrvatski glazbeni sastav iz Splita. Sviraju kršćanski rock.

## Povijest
Sastav se je okupio prosinca 2012. godine. Projekt je započela Ankica Cicvarić kao projekt kršćanskog punka, potaknuta željom za energičnijim navještajem Radosne vijesti. Okupila je zaljubljenike u rockerski zvuk željnih energična navještanja Radosne vijesti.
Prvi album Povratak Ocu objavili su pod etiketom Dallas Recordsa. Od ožujka 2019. su sastav koji "snažnim tekstovima i melodičnom glazbom nastavlja veselo slaviti Gospodina i Njegovu ljubav donositi svima, osobito srcima u traganju za pravim izvorom neprolazne radosti".
Anjel je nastupio na Sudamja festu 2016. i 2019. godine.
Snimili su kolovoza 2020. spot za skladbu Na putu života (Ankica Cicvarić glazba, tekst i aranžman, Damir Marušić aranžman). Marin Gabelica je osmislio, režirao i montirao spot, kamerman Dean Bubić, a mix i master su djelo studija Deva iz Splita. Spot su snimili u suradnji s Uredom za pastoral mladih Splitsko – makarske nadbiskupije.
Spot je snimljen u Dicmu, Sinju i na Malačkoj. U spotu glume Marin Matković, Ivana Majstorović, Ivana Banović i Duje Gale. Don Mihael Mišo Prović, predstojnik Ureda za pastoral mladih SMN i duhovnik studenata Sveučilišta u Splitu producirao je spot i pjesmu.

## Članovi
Članovi sastava su:  Ankica Cicvarić (vokal, bas gitara), Goran Vuković (solo gitara), Luka Vuković (gitara), Branko Bralić (bubanj).

## Vanjske poveznice
- Anjel - Na putu života (OFFICIAL VIDEO 2020.)  Kanal Pastorala mladih Split na YouTubeu, objavljeno 26. kolovoza 2020.
- Anjel - Povratak Ocu (cijeli album) Kanal Dallas Recordsa, zadnje ažuriranje 26. lipnja 2020.